# Polypodium femina
Polypodium femina là một loài dương xỉ trong họ Polypodiaceae. Loài này được L.Mantissa mô tả khoa học đầu tiên năm 1771.
Danh pháp khoa học của loài này chưa được làm sáng tỏ. 